# Shinkansen Serie 300
La Serie 300 era un elettrotreno giapponese per linee veloci (Shinkansen), in servizio presso le compagnie ferroviarie JR West e JR Central.

## Storia
La Serie 300 fu richiesta dalle due compagnie JR Central e JR West per incrementare le velocità sulla Tokaido Shinkansen, raggiungendo i 270 km/h, velocità limite della linea.
Questi convogli di 16 elementi andavano quindi a rimpiazzare i precedenti Serie 100, ancora limitati a 220 km/h. Inizialmente svolgevano dei servizi a limitato numero di fermate, battezzati Super-Hikari. Tali servizi poi assunsero il nome attuale di Nozomi.
Costruiti fra il 1989 e il 1998, furono i primi fra i convogli per le linee Shinkansen ad adottare motori asincroni trifase. Il servizio commerciale fra Tokyo e Shin-Osaka è cominciato nel 1992, mentre sulla Sanyo Shinkansen fino ad Hakata nel 1993.
Con l'introduzione delle più moderne serie 500 e serie 700, la serie 300 è stata lentamente relegata ai meno prestigiosi servizi Kodama.
Nel dicembre 1998 un elettrotreno è stato sperimentalmente dotato di nuovo pantografo uguale a quelli della serie 700, al fine di ridurre il rumore generato dalla resistenza dell'aria.
Nell'ottobre 2004 la JR Central ha modificato le sospensioni secondarie con un sistema semi-attivo di controllo delle vibrazioni.
A partire dal luglio 2007, con l'introduzione della nuova Serie N700, i convogli della serie 300 hanno iniziato ad essere lentamente ritirati dal servizio attivo nel corso nel 2012.